# Re del Munster
Il nome di Munster derivava dalla dea gaelica Muman. La provincia del Munster era un tempo divisa in sei regioni: Tuadh Mhuman (a nord), Des Mhuman (a sud), Aur/Ur Mumhan (a est), Iar mumhan (a ovest), Ernaibh Muman e Deisi Muman. Alla fine entrarono a far parte dei regni di Thomond (nord), Desmond (sud) e Ormond (est), che alla fine divennero earldom dei Pari d'Irlanda. I nomi esistono indirettamente oggi, soprattutto nel caso di Thomond. Le tre corone della bandiera del Munster rappresentano probabilmente questi tre regni.

## Re del Munster dal V al X secolo
Degli Eóganachta.
- Conall Corc mac Luigthig, fondatore di Cashel
- Nad Froích mac Cuirc
- Óengus mac Nad Froích, morto nel 490/492; primo sovrano cristiano
- Dauí Iarlaithe mac Maithni
- Eochaid mac Óengusso
- Feidelmid mac Óengusso
- Dub-Gilcach mac Óengusso
- Crimthann Srem (Feimin) mac Echado
- Coirpre Cromm mac Crimthainn (morto nel 579/580)
- Fergus Scandal mac Crimthainn Airthir Chliach, 579/580-583
- Fedelmid mac Coirpri Chruimm, 583-???
- Fedelmid mac Tigernaig, ???-590/593
- Amalgaid mac Éndai, 590/593-???
- Garbán (Gabrán) mac Éndai
- Fíngen mac Áedo Duib, morto nel 619
- Áed Bennán mac Crimthainn, morto nel 619/621
- Cathal mac Áedo Flaind Chathrach, morto nel 628
- Faílbe Flann mac Áedo Duib, morto nel 637/639
- Cúán mac Amalgado, morto nel 641
- Máenach mac Fíngin, morto nel 662
- Cathal Cú-cen-máthair mac Cathaíl, morto nel 665/666
- Colgú mac Faílbe Flaind, morto nel 678
- Finguine mac Cathail Con-cen-máthair, morto nel 695/696
- Ailill mac Cathail, morto nel 698/701
- Eterscél mac Máele Umai, morto nel 721
- Cormac mac Ailello, morto nel 713
- Cathal mac Finguine, morto nel 742
- Cathussach mac Eterscélai
- Máel Dúin mac Áedo, morto nel 786
- Ólchobar mac Flainn, morto nel 796/797
- Ólchobar mac Duib-Indrecht, morto nell'805
- Artrí mac Cathaill, morto nell'821
- Tuathal mac Artroig
- Tnúthgal mac Donngaile
- Feidlimid mac Cremthanin, morto nell'847
- Ólchobar mac Cináeda, morto nell'851
- Áilgenán mac Donngaile, morto nell'853
- Máel Gualae mac Donngaile, morto nell'859
- Cenn Fáelad hua Mugthigirn, morto nell'872
- Dúnchad mac Duib-dá-Bairenn, morto nell'888
- Dub Lachtna mac Máele Gualae, morto nell'895
- Finguine Cenn nGécan mac Loégairi, morto nel 902
- Cormac mac Cuilennáin, morto nel 908
- Flaithbertach mac Inmainén, morto nel 944 (antenati incerti, forse dei Múscraige)
- Lorcán mac Coinlígáin
- Cellachán Caisil mac Buadacháin, morto nel 954
- Máel Fathardaig mac Flainn, morto nel 957
- Dub-dá-Bairenn mac Domnaill, morto nel 959
- Fer Gráid mac Clérig, morto nel 961
- Donnchad mac Cellacháin, morto nel 963

## Re del Munster dal 963 al 1119
Dei Dál gCais, o degli Eóganacht (quando segnati con E).
- Mathgamain mac Cennétig, morto nel 976
- Máelmuad mac Brain, morto nel 978 (E)
- Brian Bóruma mac Cennétig, morto nel 1014
- Dúngal mac Máelfothartaig Hua Donnchada, morto nel 1025 (E)
- Donnchad mac Briain, morto nel 1064
- Murchad mac Donnchada, morto nel 1068
- Toirdhealbhach Ua Briain, morto nel 1086
- Muircheartach Ua Briain, morto nel 1119